# Uadi Béchar
Oued Béchar es un uadi del suroeste argelino,  nace en el interior del macizo montañoso al noreste de Ouakda, en las coordenadas: (32°02′58″N 1°44′34″O / 32.049310, -1.742643).Atraviesa la ciudad de Béchar que le da  su nombre y llega hasta Ksiksou, después sus aguas se pierden en la Hamada del Guir, en las coordenadas: (30°51′42″N 2°25′31″O / 30.861693, -2.425179).

## Inundaciones
El 20 y el 21 de marzo de 1959, cayeron 81 mm de lluvia en 25 horas. No se suelen dar unas precipitaciones
como estas, nada más que cada 15 o 20 años. Estas lluvias excepcionales provocaron una gran crecida del uadi Béchar que en la noche del 20 al 21 llegó a un nivel máximo de 3 m, llevándose los vehículos estacionados en la orilla, destruyendo el puente Mirasoli en Colom-Béchar, y también numerosas casas. La crecida fue mucho más grande al sur y sus consecuencias más graves a las orillas de Guir y de Saoura.
Las inundaciones son un fenómeno natural impredecible, especialmente en los últimos años. La ciudad de Béchar, en el suroeste de Argelia, caracterizada por un clima seco, registró inundaciones en estos últimos 10 años, incluidos los de 2008, 2012 y 2014.
Sus causas esenciales radican en la intensidad de la precipitación, las peculiaridades de la cuenca y la expansión de la ciudad a lo largo del Uadi Béchar. Esto representa un peligro, tanto para la ciudad como para su población.